# ロス海支隊

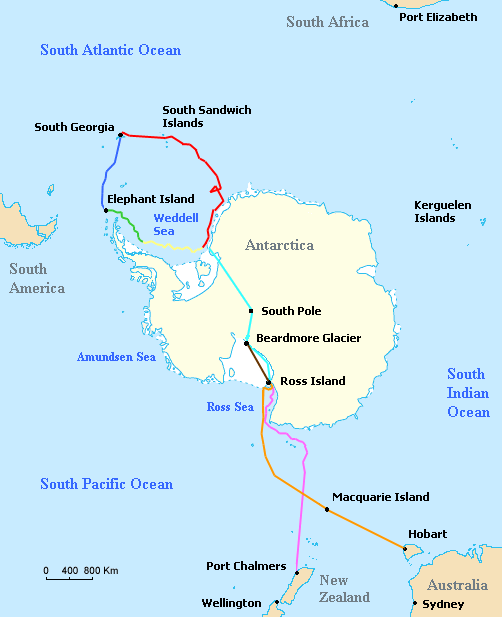
1914年から1917年に行われたアーネスト・シャクルトンの帝国南極横断探検隊でロス海支隊のルートなどを示す図:
ロス海支隊のルート
エンデュアランスの航路
エンデュアランスの漂流路
ジェイムズ・ケアードの航路
南極大陸横断の計画路
オーロラの南極行航路
オーロラの漂流路

ロス海支隊（ロスかいしたい、英: Ross Sea party）は、1914年から1917年に行われたアーネスト・シャクルトンの帝国南極横断探検隊で、南極横断の補助的任務を担った隊である。その任務はロス海からベアドモア氷河までグレート・アイス・バリアを横切って物資補給所を順に置いて行くことであり、そのルートは、これ以前の南極探検によって開拓されていた。帝国南極横断探検隊の本隊はシャクルトンが指揮して、南極大陸の反対側、ウェッデル海岸から上陸し、南極点を通ってロス海に抜けて来る予定だった。本隊は全行程のための燃料や食料を持っていくことが難しかったので、その成功は、全行程の最後の4分の1にあたる部分に、ロス海支隊が置いて行く補給所の物資に頼ることになっていた。
1914年8月、シャクルトンはその遠征船エンデュアランスでロンドンを出港し、ウェッデル海に向かった。一方ロス海支隊の人員はオーストラリアに集まり、2隻目の遠征船オーロラでロス海に向かうことになっていた。組織や資金の問題があってその出発が遅れ、1914年12月になってやっと出港できたが、それは最初のシーズンに補給所を設置できる期間が短くなったことを意味していた。ロス海に着いた後、経験の足りないこの隊は、南極で旅するための技術習得に苦闘し、その過程で橇を曳く犬の大半を失った。南極の冬が始まったときに、激しい嵐の間にオーロラを繋いでいた繋索が切れて戻って来られなくなり、陸上部隊が孤立するという不運に見舞われた。
このような挫折に関わらず、ロス海支隊は、個人間の論争、厳しい気象、隊員の病気と3人の死を乗り越えて、南極での2回目のシーズンにその任務を完遂できた。シャクルトンの本隊では、エンデュアランスがウェッデル海の氷に捉われて潰されたために、上陸できなかったので、ロス海支隊の成功は結局意味の無いものになった。シャクルトンはその隊員を最終的に安全な所まで撤退させることが出来たが、大陸横断は行われず、ロス海支隊の置いた補給物資は使われなかった。ロス海支隊は1917年1月まで孤立していたが、ニュージーランドで修繕され、再度艤装されたオーロラが到着して救出した。ロス海支隊の功績を大衆が認識できるまで時間が掛かった。隊員が仲間の命を救った功績で4人にアルバート・メダルが贈られ、そのうち2人は死後受章となった。シャクルトンは後に、このロス海支隊で死亡した隊員が「第一次世界大戦でフランスやフランダースで命を失った者達と同じくらい、国のために命を捧げた」と記していた。

## 背景
1911年12月にロアール・アムンセンが南極点を征服した後、やはり南極点を目指していたシャクルトンは極圏に関する大望を考え直すことを強いられた。その後「南極の旅で1つの大きな目標、すなわち海から海まで南極大陸を横断すること」が残っていると考えるようになった。以前にスコットランドの探検家ウィリアム・スペアズ・ブルースが策定した計画にその戦略を重ね、本隊が出来るだけ南極点に近いウェッデル海岸で上陸するという作戦を立てた。その南極横断本隊は南極点に向かい、極圏台地を横切ってベアドモア氷河を降り（シャクルトン自身がニムロド遠征で発見していた）、グレート・アイス・バリアに至るコースを描いた。最後の行程はバリアを横切ってロス海岸のマクマード・サウンドに出ることになっていた。
シャクルトンはその全行程の延長が1,800マイル (2,900 km) あると推計し、そのための全物資を持って行くのは大変なことと考えた。それ故に、本隊の旅を支援するために、別にロス海支隊がマクマード・サウンドで上陸し、バリアの幅400マイル (640 km) にわたって一連の補給所を設置し、本隊の最後の行程を支援するという計画を立てた。その隊は科学的な観測も行うこととされた。シャクルトンは、この補給所を置く旅が全計画の成功にとって重要なものだと言っていたが、その実行にそれほどの困難さは無いものと考えていた。ロス海支隊が使う船はSYオーロラであり、最近までダグラス・モーソンのオーストラリア南極遠征隊が使っていた船だった。

## 人員

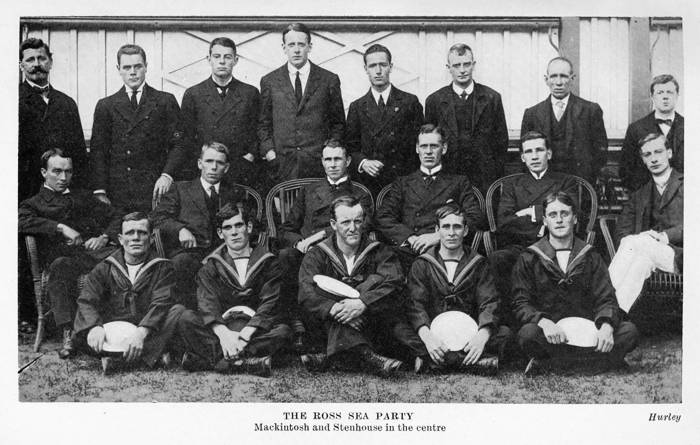
ロス海支隊の隊員、オーストラリアで出発前に撮影。後列の左からジョイス、ヘイワード、コープ、スペンサー・スミス、中列の左から3番目がマッキントッシュ、4番目がステンハウス

ロス海支隊を率いさせるために、シャクルトンはイニーアス・マッキントッシュを選んだ。最初は海軍本部にマッキントッシュと共に海軍の水兵を供出するよう説得しようとした。マッキントッシュはシャクルトンと同様に元商船海軍の士官であり、ニムロド遠征にも参加したが、事故で右目を失ったために南極での経験は短いものになっていた。もう一人ニムロド遠征に参加したベテランがアーネスト・ジョイスであり、その南極経験はロバート・スコット大佐のディスカバリー遠征で始まり、犬ぞりを担当するよう指名されていた。シャクルトンの伝記作者ロランド・ハントフォードは、ジョイスのことを「詐欺師、華麗さと能力の奇妙な混合」と表現していたが、ニムロド遠征のときにジョイスが補給所設置の旅で示した行動がシャクルトンの印象に残っていた。イギリス海軍の下士官アーネスト・ワイルドが、恐らくその兄のフランク・ワイルドの推薦で加えられた。フランク・ワイルドはエンデュアランスでシャクルトンの副隊長として従っていた。
隊員の指名はかなり慌てて行われたものもあり、シャクルトンが組織化の準備段階でかなり限られた時間しかなかったことを反映していた。イギリス・インド蒸気船運航会社の出身である若い士官ジョセフ・ステンハウスは、オーストラリアからロンドンに旅してシャクルトンとの面会を求めた後で、オーロラの一等航海士に指名された。スコットランド聖公会の聖職者で元校長だったアーノルド・スペンサー・スミスは、第一次世界大戦に従軍するために隊を離れた隊員の後釜として参加した。ビクター・ヘイワードは冒険に興味があるロンドンの金融関連事務員であり、カナダのランチで働いたことがあるということで採用された。
ロス海支隊の主たる役割は補給所を設置することだったが、シャクルトンの計画は科学チームが地域で生物学、気象学、磁気学の観測を行うことも求めていた。科学者主任はスコットランドの地質学者で元は神学生だったアレクサンダー・スティーブンスだった。21歳のケンブリッジ大学卒業生ジョン・コープは、生物学者だった。医学を志しており、後に船医になった。オーストラリアで他に2人の科学者が加わった。物理学者のディック・リチャーズ（週給1ポンドという通常の賃金で契約した）と工業化学者のキース・ジャックだった。スペンサー・スミスのオーストラリアにいた従弟、アービン・ゲイズは総体的な助手として採用された。

## オーストラリアでの問題
マッキントッシュと隊の中核人員は1914年10月下旬にオーストラリアのシドニーに到着した。彼らはオーロラが南極航海の準備ができておらず、広範な修繕を必要としていることが分かって衝撃を受けた。さらにシャクルトンはモーソンからこの船を取得した条件を誤解していた。シャクルトンの名前による船籍登録すら適切に完成していなかった。モーソンは船に載せている装置や物資の大半について所有権を主張し、基本的な航行装置や船の居住区に必要なものまで全て取り替える必要があった。問題を複雑にしたのは、シャクルトンがマッキントッシュの使える遠征資金を2,000ポンドから1,000ポンドに減らしていたことであり、物資の無料提供を懇願したり、船を抵当に入れることで、差額を埋め合わせることを期待していた。隊員の給与や生活費などに使える現金は無かった。
このときシャクルトンはエンデュアランスに乗って南極に向かっており、届かない所にいた。オーストラリアにおける遠征の支持者で有名なのはエッジワース・デイビッドであり、ニムロド遠征では科学者主任を務め、マッキントッシュの隊が置かれていた苦境に関わっていた。彼らは遠征を活動させるだけの資金を集めることに貢献したが、隊員の中の数名が辞任し、冒険を止めた。出港寸前に採用されたのがアドリアン・ドネリーであり、元は機関車の技師で海の経験はなく、二等機関士として契約した。無線通信士のライオネル・フックはまだ18歳であり、電気について修行中だった。
これら全ての困難さがあったにも拘わらず、オーロラの準備が進んで、1914年12月15日にはシドニーを出港し、タスマニアのホバートに12月20日に到着し、南に向かうまえに最後の物資と燃料を補給した。12月24日、当初の計画からすれば3週間遅れで南極に向けて出港し、ロス島には1915年1月16日に到着した。マッキントッシュは1910年から1913年のテラノバ遠征でロバート・スコット大佐が基地にしたエバンス岬に岸の基地を設立することに決め、オーロラのためには安全な冬の停泊地をその近くに見つけた。

## 第1シーズン 1914年–1915年

### 補給所設置、1915年1月–3月
マッキントッシュは、シャクルトンが最初のシーズンに大陸横断を試みるかもしれないと考え、南緯79度、バリアの上では明確な目印であるミンナブラフと、南緯80度の2か所に、遅滞なく補給所を設置することを決めた。マッキントッシュの見解では、これら補給所はシャクルトンの隊が生きてバリアを横断することを可能にする最低のものだった。オーロラが南極に着くのが遅れたために、犬や訓練されていない隊員には環境順応のための時間がほとんど無く、その先どう進行するかについて意見が分かれた。アーネスト・ジョイスはこの隊の中で最も南極での経験があったが、慎重なやり方を好み、少なくとも1週間は出発を遅らせることを望んだ。ジョイスは、シャクルトンが犬ぞりの活動についてはジョイスに支配権を与えたと主張したが、マッキントッシュはそれを否定し、のちには根拠の無いことと論証した。
マッキントッシュの見解が通り、1915年1月24日、3つの犬ぞり隊の中で最初のものがバリアの旅に出発し、他の2隊も翌日には出発した。犬はどこまで連れていくかについて、ジョイスとマッキントッシュの間に別の意見の相違が発生した。ジョイスはミンナブラフより先には犬を連れていくべきではないと主張したが、マッキントッシュは先を急いでおり、南緯80度まで連れていくと主張した。モーター駆動橇で物資を運ぶ試みも失敗した。最終的に補給物資はミンナブラフと南緯80度双方に置くことはできたが、全体的な操作が問題となった。物資の全てが補給所まで届けられたわけではなかった。モーター駆動橇と同様に、この旅に連れて行った犬10頭全てが帰還中に死んだ。全ての隊が3月25日にハットポイントまで戻ったが、その時までに隊員も疲弊し、凍傷に罹り、マッキントッシュが自信をかなり失っていた。マクマード・サウンドの海氷の状態はエバンス岬に戻るのを不可能にしており、隊員は6月1日までそこで立ち往生し、質素な暮らしを送るしかなく、食料と燃料はアザラシの肉と脂肪に頼った。
この最初の補給所設置の旅と、そのとき経験した困難さは結局不必要だったことが後に分かった。シャクルトンは1914年12月5日（エンデュアランスがウェッデル海に向けてサウスジョージアを出港した日）にサウスジョージアから、「デイリー・クロニクル」のアーネスト・ペリスに宛てて送った手紙で、「このシーズンで大陸横断するチャンスは無い」と書いていた。マッキントッシュはこのことを知らされるはずだったが、「電報が送られることは無かった」とのことだった。

### オーロラの喪失

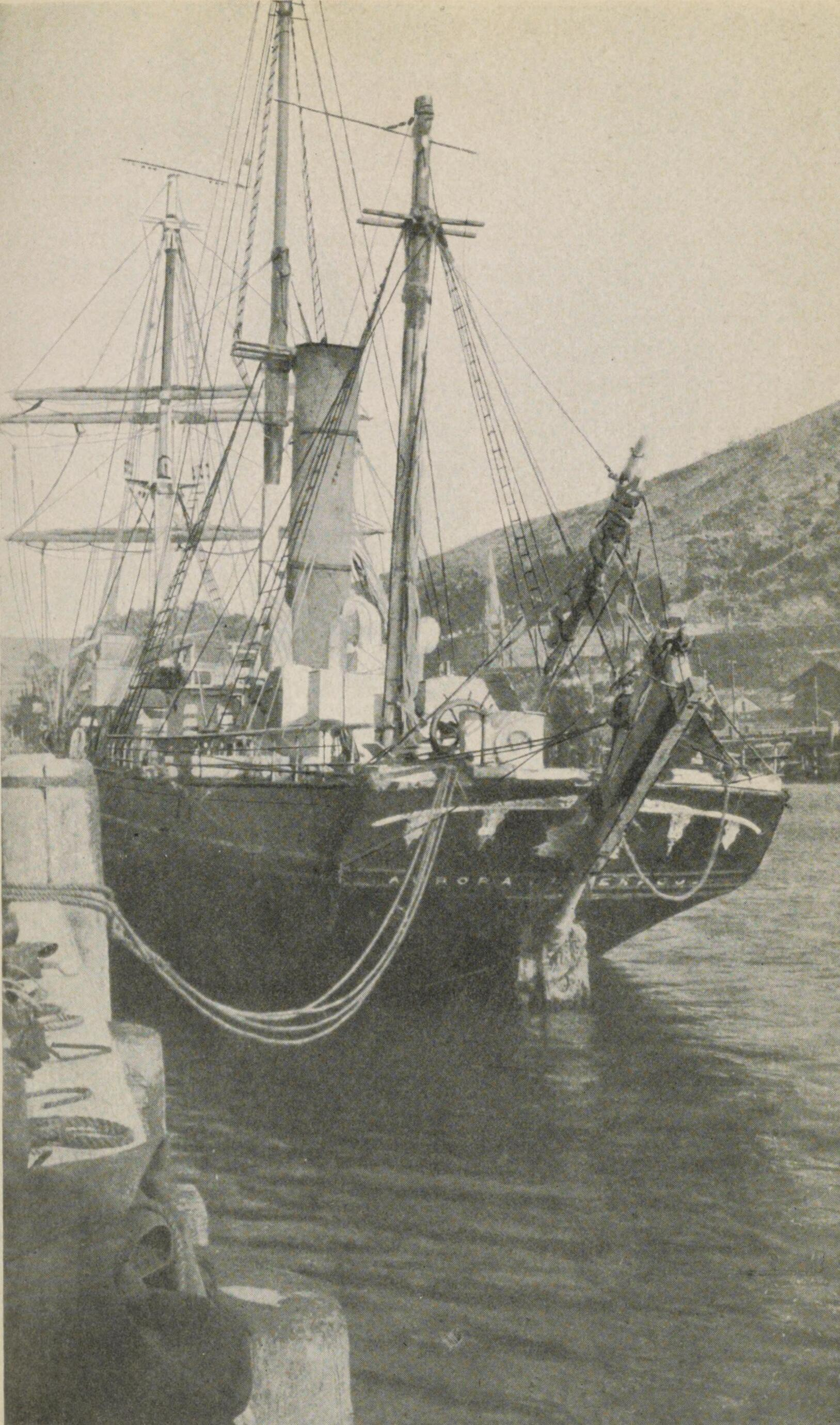
オーロラ、漂流後にニュージーランドで撮影

マッキントッシュは1915年1月25日に補給所設置の旅に出発するときに、オーロラを一等航海士ジョセフ・ステンハウスの指揮に任せた。ステンハウスの任務で最優先事項は、エバンス岬とハットポイントの間に突き出ていた氷舌より南では停泊するなというシャクルトンの指示に従って、冬の停泊地を選定することだった。その探索は長く障害の多い手続きになった。ステンハウスは湾の中を数週間操船し、最終的にエバンス岬の基地に近い場所に停泊することに決めた。3月11日にハットポイントを訪れ、補給所設置の旅から早く戻っていた4人を拾い、船をエバンス岬の前に移して、錨と太綱で固定し、その後は岸の氷に閉じ込められるに任せた。
5月7日夜、激しい風が起こり、オーロラをその係船地から吹き流し、大きな浮氷と共に海に出て行かせた。無線通信で陸の部隊と接触しようとしたが無駄だった。オーロラは氷にしっかりと掴まれ、エンジンは動かず、エバンス岬から北に向かって漂流を始め、マクマード・サウンドを出てロス海に入り、最後は南極海に出て行った。エバンス岬では10人の隊員が孤立して残された。オーロラは96年2月12日になった氷から離れ、ニュージーランドに向かって、4月2日に到着した。

### 急場しのぎ
マッキントッシュはオーロラを隊の主要な生活空間として使うつもりだったので、陸上部隊の個人的な持ち物、食料、装置と燃料は、まだ船に積まれたままだった。シャクルトンの本隊のために補給所に置く食料は陸揚げされていたが、10人の陸上部隊は「衣類と自分たちのバッグのみ」で残された形だった。船の行方は分からず、いつ戻ってくるかも分からず、生存と補給所設置の任務を完遂することのために、その独創性と問題解決力を試されることになった。
このときマッキントッシュはその状況を「我々はここに2年間支援無しに滞在する可能性に直面している。それ以前に救出を期待できず、今持っているものを保存して節約しなければならない。集められる代替物も求め適用しなければならない」と要約していた。最初に頼ったのはそれ以前にスコットやシャクルトンの隊が残していた食料や物資だった。これらの物資はかなりのものがあり、衣類、靴、装置を間に合わせることを可能にした。またアザラシの肉と脂肪を食料と燃料の追加資源に使った。「ジョイスの有名な仕立て店」が、スコットの遠征隊が放棄していった大きな帆布から衣類を作りだした。アーネスト・ワイルドは、のこ屑、紅茶、コーヒー、さらに乾燥した少量のハーブを使って調合し、「ハットポイント・ミクスチャー」とブランドを付けたタバコを作った。これらの手段によって2年目のシーズンで補給所を設置する橇の旅の装備を整えていった。8月末、マッキントッシュはその日誌に、冬の間に作業が完成したことを記し、「明日我々はハットポイントに向けて出発する」と締め括っていた。

## 3年目の補給所設置シーズン 1915年–1916年

### マウント・ホープへの旅
2年目のシーズンの作業は3段階で計画されていた。まず総量3,800ポンド (1,700 kg) の物資をエバンス岬からハットポイントに運ぶことだった。これら物資をハットポイントからミンナブラフのベース補給点に運ぶのが次の段階だった。最後は南への行程を始め、南緯80度地点の補給所を補強し、新たに南緯81度、82度、83度、そしてベアドモア氷河の麓に近い南緯83度30分のマウント・ホープに補給所を設置することだった。

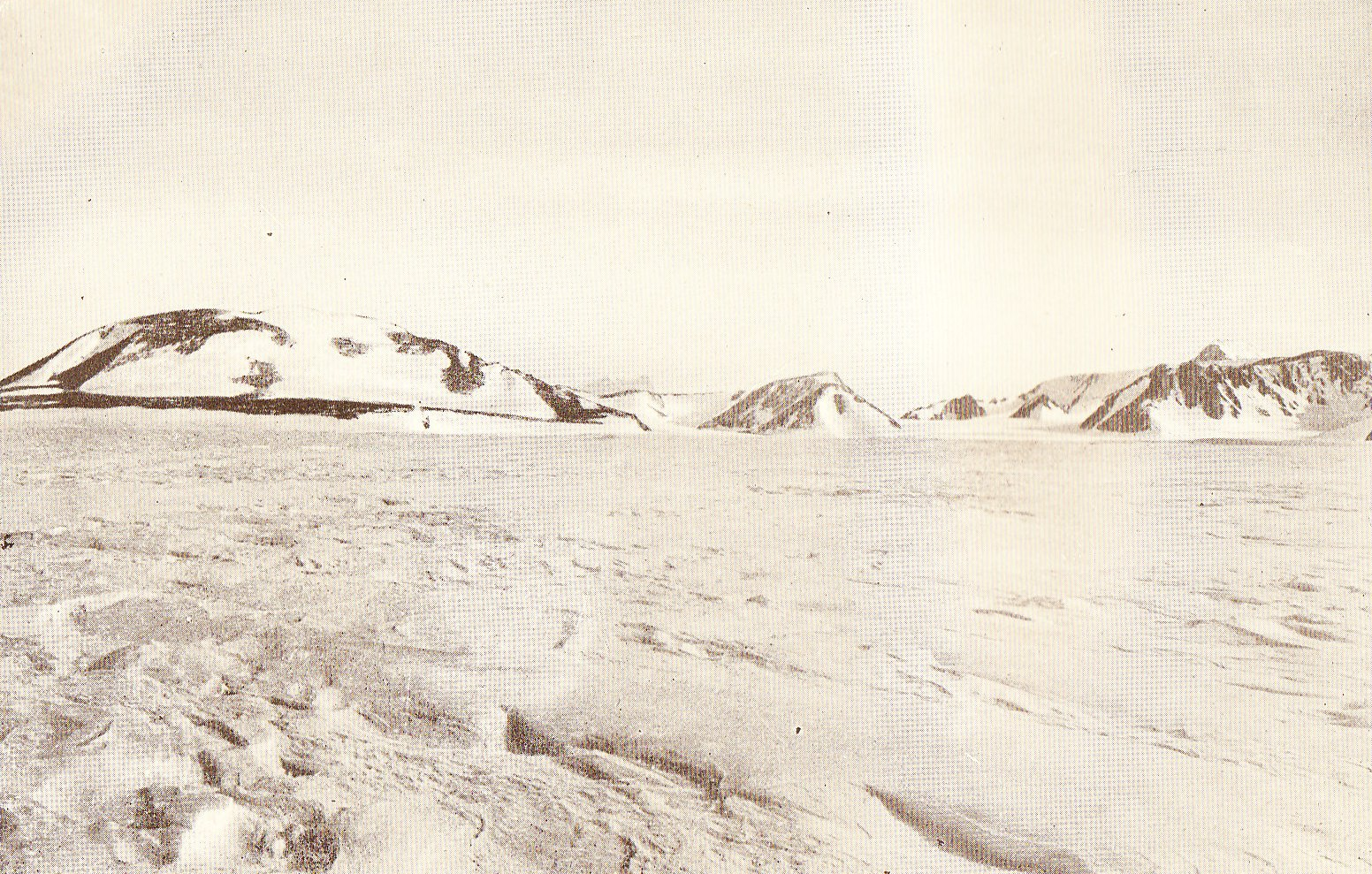
マウント・ホープ（左端）、ロス海支隊の置く補給所として最後の場所

3台の橇で運ぶ作業には9人がチームを組んであたった。第1段階の海氷を越えてハットポイントに運ぶ作業は1915年9月1日に始まり、その月の末には特に問題も無く終わった。第2段階はハットポイントとミンナブラフの間を行き来して荷物を運ぶのであり、好ましくない気象、難しいバリアの表面、さらにはマッキントッシュとジョイスの間で方法に関する意見の食い違いとなど、問題が多かった。このときマッキントッシュは人力による橇移動を好み、ジョイスは犬4頭を使うことを望んだ。前の冬を生き残った6頭の犬のうち2頭は妊娠していた使えなかったので、4頭だけが使えた。マッキントッシュはジョイスにその望むやり方で進行することを認め、6人の隊を犬に先導させた。マッキントッシュはワイルドとスペンサー・スミスと共に人力による橇移動を続けた。運ぶことのできた荷物の量や、人の疲労度合いから、ジョイスの主張する方法が効率がよいことが証明された。ミンナブラフのベース補給所は12月28日までに完成した。
1916年1月1日にマウント・ホープに向けた本格的な行程が始まってから間もなく、プリムス・ストーブが故障し、コープ、ジャック、ゲイズの3人はエバンス岬に戻るしかなくなった。エバンス岬ではスティーブンスが1人で待っていた。科学者のスティーブンスは気象観測と船が戻って来たときの見張りのために基地に残っていた。残った6人が南に向かって橇の旅を始めたが、直ぐにスペンサー・スミスが弱ってきた。マッキントッシュは膝の痛みを訴えていた。彼らは苦闘しながらも進み、補給所を置き、自分たちには最小の食料で済ませていたが、ジョイスの主張によって犬達にはしっかり食べさせていた。「犬達は我々の唯一の希望だ。我々の命が彼らに掛かっている」と言っていた。マウント・ホープに近づいてくると、スペンサー・スミスが倒れ、歩けなくなった。他の者達はスペンサー・スミスを小さなテントに一人で残し、マウント・ホープの最後の補給所までの残りを進んで、1916年1月26日に完了した。アーネスト・ワイルドは、ウェッデル海からシャクルトンと共に大陸を横断してきていると考えていた兄のフランク・ワイルドに宛てた手紙を残した。

### 帰還
隊は1月27日に帰途につき、29日にはスペンサー・スミスを拾った。スペンサー・スミスはこの時までに肉体的に自立できない状態であり、橇の上に乗せて運ぶしかなかった。マッキントッシュも間もなく橇を曳けなくなった。橇の横についてよろめき歩くだけだった。このときまでに「事実上」の隊の指導権はジョイスとリチャーズに渡されていた。ジョイスはこの状況について「私はこのように衝撃的な状況をかつて知らなかった。私が旅した中でも最も大変な牽引の1つであり、我々にできることは出来る限りの速度でとぼとぼと歩くことだけだった」と要約していた。

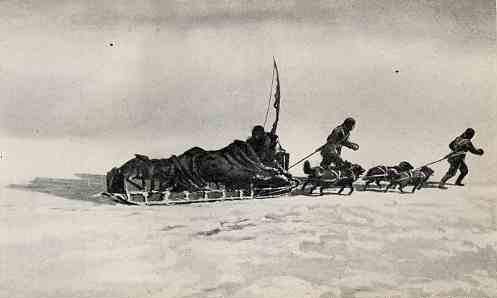
マッキントッシュとスペンサー・スミスを乗せた橇をジョイスとワイルドが曳いている様子

隊はその困難さにも拘わらずうまく進行しており、2月17日にはブラフ・デポまで10マイル (16 km) の位置まで来ていた。ここで吹雪に止められた。5日間はテントに閉じ込められ、その間に食料が無くなった。絶望的な状況で翌日にテントを出発したが、マッキントッシュとスペンサー・スミスはそれ以上進むのが不可能であることが分かった。ジョイス、リチャーズ、ヘイワードが吹雪をついて橇を曳いて補給所まで行き、動けない2人はテントの中でワイルドの世話に任せた。この往復20マイル (32 km) の行程に1週間掛かった。彼らは仲間を維持するために食料と燃料を持って戻り、帰還の行程が再開された。それから間もなく、マッキントッシュもスペンサー・スミスと同様橇の上に乗せられ、さらにはヘイワードまでが倒れた。まだ歩くことができた3人は、3人の病人を乗せた橇を曳くには体力が弱っていた。3月8日、マッキントッシュが一人でテントに残り、他の二人をハットポイントまで連れていくよう提案した。その1日後、スペンサー・スミスが死んだ。完全に体力を消耗し、壊血病にやられていた。スペンサー・スミスは氷の中に埋められた。ジョイスとワイルドがヘイワードを曳いて3月11日にハットポイントに到着し、マッキントッシュの所に引き返した。3月16日までに残りの5人全員がハットポイントに到着した。
1915年9月1日エバンス岬を発って荷物運びを始めてから、ハットポイントに生存者が戻ってくるまで、198日が経っていた。当時までの遠征隊が消費した時間としては最も長い橇の旅になった。

### マッキントッシュとヘイワードの死
5人の生存者はアザラシの肉を食して緩りと体力を快復させた。氷が厚すぎてエバンス岬までの最後の行程が危険性あるものだったので、その食料と環境の単調さが退屈させるものになった。5月8日、マッキントッシュがヘイワードと共に氷を渡ってエバンス岬まで行くリスクを負うつもりだと宣言した。仲間の強い反対を押し切って2人は出発し、1時間もしないうちに吹雪の中に見えなくなった。嵐が収まった後に残りの3人が2人を探したが、割れた氷の端まで続く足跡を見つけただけだった。マッキントッシュとヘイワードは二度と見つからなかった。薄くなっていた氷の間に落ちたか、浮氷で海上に流されたかだった。リチャーズ、ジョイス、ワイルドは7月15日まで待機してからエバンス岬に向かった。そこでスティーブンス、コープ、ジャック、ゲイズと再会することができた。この日は極夜の中で部分月食が起きた日であり、行程を照らす光が暗くなった。

## 救援

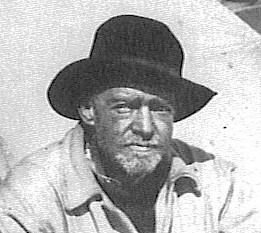
アーネスト・シャクルトン、帝国南極横断探検隊のときに撮影

オーロラが1916年4月にニュージーランドに到着した後、ステンハウスは南極で孤立している隊員を救うために戻る前に、オーロラを修繕し、再装備するための資金集めを始めた。この任務は難しいことが分かった。エンデュアランスが1914年12月にサウスジョージアを出港して以来、シャクルトンから音沙汰が無く、遠征隊の2つの隊双方に救援派遣が必要だと思われた。しかし、帝国南極横断探検隊の資金は完全に底を突いており、他に明確な資金源となるものは無かった。オーロラがオーストラリアを離れたときの混乱した財政状況を考えれば、民間の寄付者を見つけるのも困難だった。最終的にオーストラリア、ニュージーランド、イギリスの政府が合同でオーロラの再装備を行う資金を出すことに合意したが、その合同委員会が救援遠征の支配権を全て持つことを主張した。
5月31日、シャクルトンがフォークランド諸島に到着し、ウェッデル海でエンデュアランスを失った後の脱出行が明らかになった。シャクルトンの優先事項はエレファント島に残したウェッデル海隊の残りを救援に行くことであり、ニュージーランドに着いたのは12月初めだった。シャクルトンが現れたのは遅すぎて、ロス海支隊の救援隊の組織化に介入できず、合同委員会がジョン・キング・デイビスを遠征隊の隊長に指名し、ステンハウスやオーロラの元士官を解任した。デイビスは、モーソンが挙行したオーストラリア南極遠征に参加したベテランであり、1914年にシャクルトンがエンデュアランスあるいはオーロラの船長を提案したときは断っていた。シャクルトンは、12月20日に船が出港する時に、形式的に定員外士官として同行することを認められた。1917年1月10日、オーロラがエバンス岬に到着し、生存者たちはシャクルトンが近づいて来るのをみて驚いた。このとき初めて彼らの労働が無駄だったことを知った。次の1週間はマッキントッシュとヘイワードの遺体を探して無駄に終わった後、オーロラは陸上部隊の生き残り7人を乗せて北のニュージーランドに向かった。

## 遠征の後
ディスカバリー遠征とテラノバ遠征の小屋は今も残っており、南極文化遺産トラストとニュージーランド政府によって保護されている。エバンス岬の小屋の中で、リチャーズの寝床に近い壁には、遠征中に失われた者の名前が刻まれ、今も読み取ることが出来るが、小屋全体が朽ちていく危険性があり、関心を呼んでいる。
オーロラはロス海から最後に戻って、その後1年も生き残れなかった。シャクルトンが1万ポンドで売却し、その新しい任務はオーストラリアと南アメリカの間で石炭を運搬することだった。1918年1月2日あるいはその頃、オーロラは太平洋で消えた。嵐で座礁したか、敵国襲撃者によって沈められたかと考えられている。乗組員の中にロス海支隊に参加していたジェイムズ・ペイトンがおり、この時も甲板長を務めていた。アーネスト・ワイルドも第一次世界大戦の犠牲者になった。地中海でイギリス海軍に仕えていた1918年3月10日、マルタでチフスのために死んだ。
1923年7月4日、ジョイスとリチャーズはイギリス国王ジョージ5世から、2シーズン目の補給所設置の旅で、勇敢で人命を救った行為についてアルバート・メダルを贈られた。ワイルドとビクター・ヘイワードも同章を死後受章した。生存者の多くはその後長く成功した経歴を送った。若い無線技士ライオネル・フックはアマルガメイテッド・ワイアレス・オーストラリアに入社し、多くの技術的な発明を行った。1945年には同社の社長になり、1962年には会長になった。1957年には産業への貢献によってナイトに叙された。生き残った犬4頭のうち、コンは救援されるまえに他の犬との争いで殺された。他の犬、オスカー、ガナー、タウザーは船でニュージーランドに戻り、ウェリントン動物園に収容され、オスカーの場合は25歳まで生きたとされている。ディック・リチャーズはその晩年にこの遠征隊の最後の生き残りとなり、参加したことを後悔せず、無駄に終わった戦いも、無駄ではなかったと見ていた。むしろそれは人間の精神がなした何かであり、何もやらなければ何も残らないと考えていた。